# 꽝빈성
꽝빈성(베트남어: Tỉnh Quảng Bình / 省廣平은 베트남의 오래된 지방이다. 2025년 6월 12일, 꽝빈성 성이 꽝찌성 편입되었다.

## 지리
북쪽으로는 하띤성, 남쪽으로는 꽝찌성, 서쪽으로는 라오스와 경계를 접하고 있다. 동쪽으로는 해안선을 따라 남중국해와 접하고 있다. 동쪽에서 국경을 접한 서쪽 라오스까지 가장 짧은 거리는 40km에 지나지 않으며, 언덕이 많고 서고동저형의 지형을 이룬다. 언덕과 산악이 전체 면적의 85%를 차지하고 있다.
안남산맥은 라오스와 꽝빈성 사이 국경을 이루는 자연 지형물이며, 1,000~1,500m 높이로 펼쳐져 있으며, 최고봉은 피코피봉으로 2,017m에 이른다. 꽝빈성 동쪽은 낮은 언덕으로 여러 개의 평야와 삼각주를 이루고 있다. 해안 지대의 모래 언덕은 해수의 역류를 막아주는 자연 제방의 역할을 한다.
꽝빈성에는 다음과 같은 5개의 주요 강이 있다.
- 자인강(이 역사적인 강은 찐-응우옌 전쟁 때 베트남을 두 나라로 갈라놓은 국경이었다)
- 론강
- 녓레강(끼엔장강과 롱다이강의 합류점)
- 리호아강
- 딘강
- 끼엔장강, 레투이현
- 손강, 퐁냐께방

## 행정 구역

### 시
- 동허이시 (Đồng Hới / 洞海)

### 시사
- 바돈 시사 (Ba Đồn / 𠀧屯)

### 현
- 보짝현 (Bố Trạch / 布澤)
- 레투이현 (Lệ Thủy / 麗水)
- 민호아현 (Minh Hóa / 明化)
- 꽝닌현 (Quảng Ninh / 廣寧)
- 꽝짝현 (Quảng Trạch / 廣澤)
- 뚜옌호아현 (Tuyên Hóa / 宣化)

## 경제
1인당 지방 GDP는 베트남에서 가장 낮은 1500달러(베트남의 1인당 평균 GDP 2385달러와 비교)에 속한다. 석회암과 흰 점토 퇴적물이 풍부하기 때문에 주로 건설 자재 생산(시멘트, 타일, 건축용 암석, 벽돌)을 기반으로 한 산업이다. 꽝빈성에는 두 개의 공업단지가 있는데, 하나는 동허이시에 있고 다른 하나는 혼라만에 있다. 해산물 가공, 바이오 비료, 알루미늄 생산도 이 지방 경제에 중요하다. 인구의 80% 이상이 농업 생산에 의존하고 있다. 최근 몇 년 동안 관광은 퐁냐깨방 국립공원과 백색의 고운 모래 해변 덕분에 꽝빈성에 대한 중요한 산업으로 떠올랐다. 라오스와의 교역은 국도 12호선 도로를 통해 이뤄졌다. 2005년에 꽝빈성의 수출 가치는 베트남의 수출 수입의 1%인 3천만 달러에 불과하다. 2012년 도는 성 예산에 9,000만 달러(총 376억8000만 달러)의 0.24%에 불과한 기여도를 보였다.
꽝빈성의 농업은 상품 생산의 방향에 따라 종합적으로 발달되어 있다. 농작물과 재배 기법은 점점 더 적절한 방법으로 발전되어 왔다. 식량 생산량은 2000년에 20만 톤까지 지속적으로 증가해 왔다. 산업용 수목의 총면적은 141 km2로, 고무 면적은 64 km2로, 건조 수지는 2,000톤을 공급하고 있다. 가축과 농산물도 계속 성장하고 있다. 농업의 평균 성장률은 1996년 2000년 동안 5.7%이다. 최근 몇 년 동안, 꽝빈성의 임업 생산은 주로 산림 자원 보존을 위한 산림 개발에서 보호로 구조적으로 바뀌었다. 임업과 산림화의 가치는 87.3% 증가했으며, 특히 1996년부터 2000년까지 65.3%의 성장률을 보였다. 연간 산림 면적은 약 40 km2이다. 지금까지 388.51 km2의 숲이 심어졌다.
어업 부문은 지속적으로 발전하여 그 지방의 핵심 경제 부문이 되었다. 현재 그 지방에는 67,000CV 이상의 동력을 가진 약 3,200척의 어선이 있다. 2000년에는 해산물 생산량이 17,104톤으로 추정되는데, 이 중 약 1600톤이 양식에 의한 것이다. 꽝빈성에는 3개의 새우 육종지가 있고 8개의 어류 육종소가 있으며, 타이거 새우, 치어 등을 매년 기르고 있다. 현재 꽝빈성에는 냉동 해산물 가공 공장 2개와 수출용 가공 건조제품 공장 4개가 있다.
선박의 제작과 수리, 해산물 구입과 가공, 어업 기술지원, 인프라 제공 등 어업 분야의 서비스가 지속적으로 개발되고 있다. 그러나 최근 수산업 부문의 발전은 기대했던 잠재력을 충족시키지 못하고 있다. 2008년 2월 현재 꽝빈성은 59개의 투자 프로젝트에 총 자본금 50만 달러를 허가했다.
2009년 현재 꽝빈성에는 혼라항의 혼라 경제특구와 라오스 국경에 있는 짤로 국경 경제특구 등 투자 우대와 조세 혜택이 있는 2개 경제특구가 자리잡고 있다.

## 인구 통계
꽝빈성의 인구는 2019년 기준으로 895,430명이다. 이곳에는 24개의 민족이 살고 있는데, 주로 킨족, 번끼에우족, 쯧족 등이 있다. 다른 소수민족들은 각각 100명씩 아주 적은 양이다. 23개 소수민족은 모두 산악지대에 거주한다. 베트남에서는 베트남어가 가장 많이 쓰이고, 그 외에 남응우옌어, 아렘어, 말렝어, 쯧어 등이 쓰인다.
꽝빈성의 인구는 균일하지 못하게 분포되어 있는데, 90% 이상이 꽝빈성 땅의 약 10%에 살고 있고, 10%만이 90%의 산지와 모래 지역에 살고 있다. 80%의 주민이 농촌에 살고, 20%는 도시 지역에 산다. 2000년에는 인구의 47.08%(380,306명)가 노동력이었고, 그 중 72%는 농촌(농업 및 시비)에서, 10.9%는 도시지역(산업, 서비스, 상업부문)에서 일하고 있었다. 2000년 대졸자 및 대학원생(대졸자 4,676명, 대졸자 6042명)은 1만 720명이다. 블루칼라 근로자 중 적절한 훈련과정을 통과한 사람은 35,000명에 불과하다.

## 관광
꽝빈성은 관광 개발로 전환될 수 있는 여러 관광명소들을 가지고 있다.

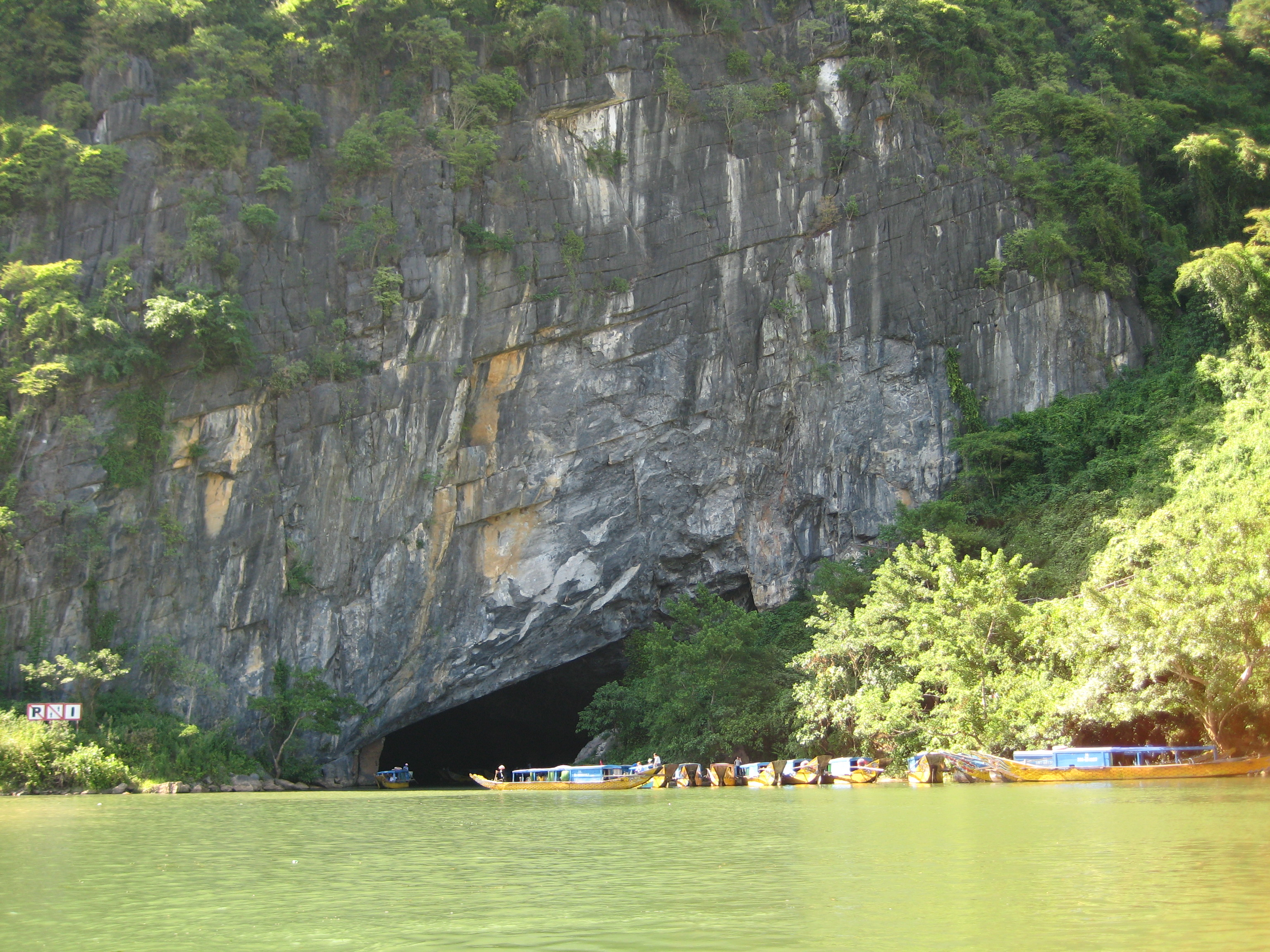
퐁냐 동굴의 입구

퐁냐께방 국립공원
이 공원의 특징은 넓은 카르스트 지역으로, 라오스의 캄무안주 힌남노 국립공원을 합치면 20만 km2 이상에 이른다. 퐁냐깨방은 보호지역이자 국립공원이며, 2003년 유네스코 세계유산에 등재되었다. 퐁냐깨방은 베트남 북중부 지방의 보짝현과 민호아현에 위치해 있으며, 베트남의 국경 지점에서 동쪽으로 42km 떨어져 있고, 동호이에서 북서쪽으로 약 50km 떨어져 있다. 퐁냐깨방은 베트남 영토에서 2000 km2에 이르는 석회암 지역에 위치하고 있으며, 라오스 영토에서 힌남노 2,000 km2에 이르는 또 다른 석회암과 접하고 있다. 이 국립공원의 핵심 구역은 857.54 km2, 완충 구역은 1,954 km2이다. 이 공원은 300개의 동굴과 동굴이 있는 세계 2대 카르스트 지역 중 하나를 보호하고 베트남 북부 중부 해안 안남산맥 지역의 석회암 숲 생태계를 보호하기 위해 조성되었다.
퐁냐깨방 국립공원은 총 길이가 약 70km에 이르는 300여 개의 동굴과 동굴 시스템으로 유명하며, 이 중 베트남과 영국의 과학자들에 의해 조사된 것은 20여 개뿐이며, 이 중 17개는 퐁냐 지역에, 3개는 께방 지역에 위치해 있다. 퐁냐에는 가장 긴 지하강과 가장 큰 동굴과 통로가 있기 때문에 여러 개의 세계 동굴 기록이 있다. 유네스코가 이 공원을 등재함에 따라, 이 지방의 방문객 수는 크게 달라졌다. 관광객들은 주로 퐁냐 동굴, 띠엔선 동굴, 티엔드엉 동굴, 그리고 엔 동굴을 방문한다. 선도옹 동굴은 진입로와 기타 관련 시설의 이용 불능으로 인해 아직 방문객들이 이용할 수 없다.

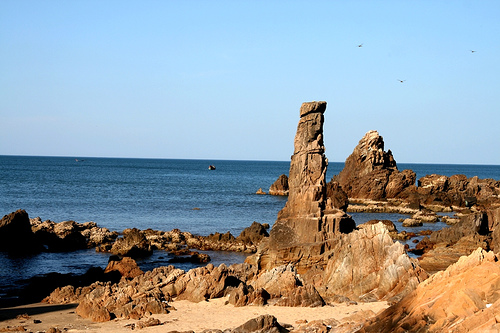
다냐이 해변

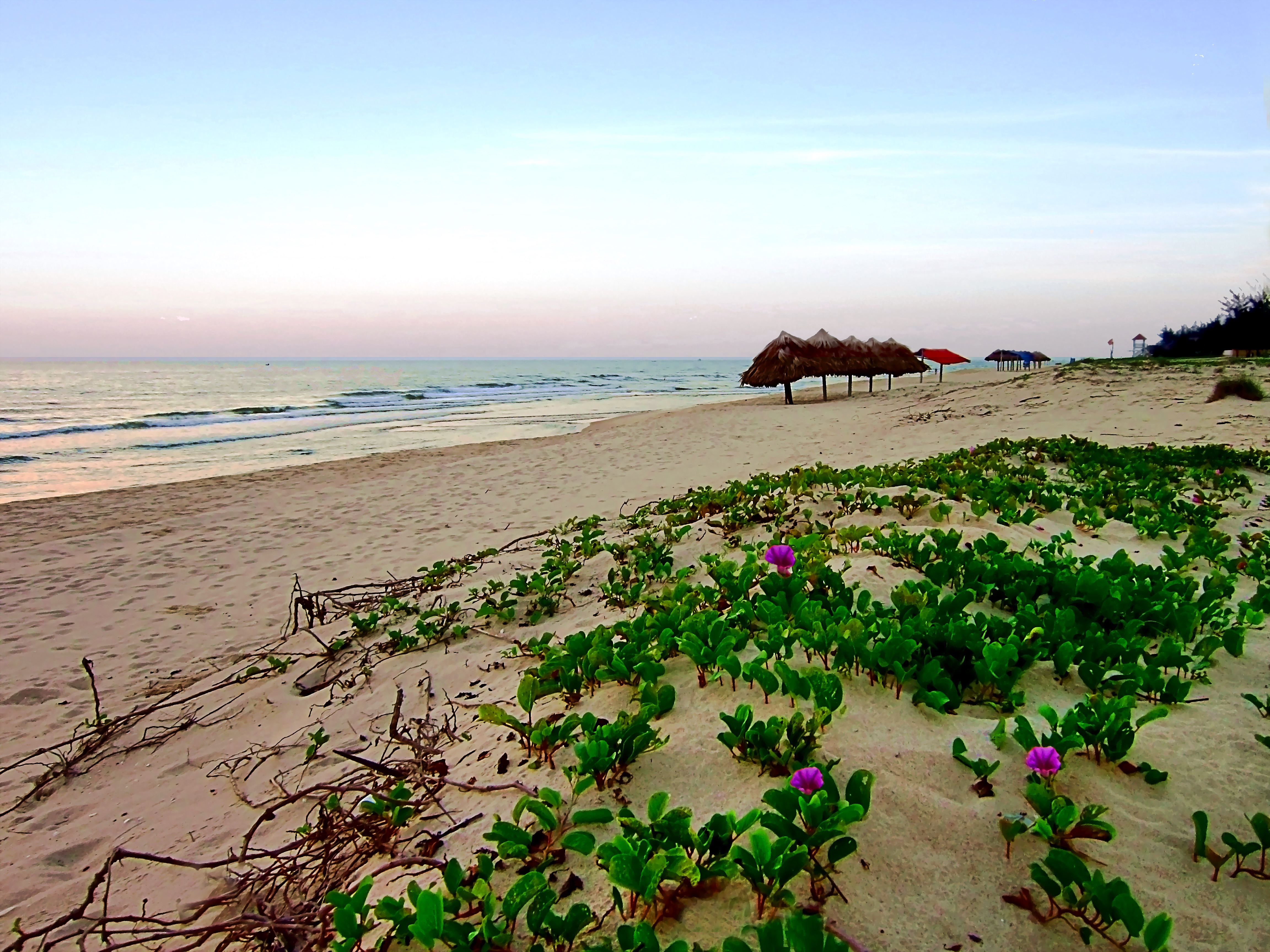
녓레 해변

꽝빈성에는 있는 다음의 해변은 하얗고 고운 모래와 깨끗한 물을 특징으로 하며 베트남에서 가장 매력적인 해변 중 하나이다.
- 다냐이 해변

동허이시에서 북쪽으로 40km 지점의 보짝현 동해안 해변에 위치한 아름다운 해변이다. 베트남어로 다냐이(Đá Nhảy)는 ‘뛰는 바위들’을 의미하며, 해수욕을 하기에 적합한 작은 모래사장을 둘러싸고 있는 수천 개의 바위가 바다로 뻗어있는 이 해변의 지형적 특징을 가리킨다.
- 리호아 해변
- 녓레 해변

동허이시에 있는 해변으로 동해로 흘러들어가는 녓레강 하구에 위치해 있다.
- 방 온천

레투이현에 위치한 휴양지 및 건강 관리 서비스를 제공하는 온천 지역. 분출구의 수온은 섭씨 105도에 이를 수 있다.
- 호찌민 트레일

베트남 전쟁 중에 그 흔적을 따라 많은 중요한 장소들이다.
꽝빈성의 수려한 자연 풍광은 영화 《콩: 스컬 아일랜드》에 사용되기도 했다.

## 교통
두 개의 국도가 꽝빈성을 지나간다. 1A번 국도는 랑선성에서 시작하여 까마우성까지 해안선을 따라서 연결되어 있으며, 호찌민 고속도로는 베트남의 북서쪽에서 시작하여 까마우성까지 산악 지역을 따라 연결되어 있다. 12번 도로는 꽝빈성과 라오스의 캄무안주를 연결한다.
동허이 공항은 국내선 편으로 동허이시에 위치하며, 하노이 노이바이 국제공항과 호치민시 탄손냣 국제공항을 연결한다.

## 출신 인물
- 응오딘지엠